# エッセンシャル・メディア・アンド・エンターテインメント
EQメディア・グループ（英: Essential Media and entertainment）とはオーストラリアのシドニーに本社を置く制作会社である。現在はアメリカのカリフォルニア州ロサンゼルスにオフィスを持ち、カナダのトロントとパートナーシップを現在も結んでいる。

## 概要
2005年に設立されたエッセンシャル・メディアとは、アルテフランス、ABCオーストラリア、BBC、CBC、ディスカバリーチャンネル、フランス5、ヒストリーチャンネル、ナショナル ジオグラフィックチャンネル、PBS、RTÉ、SBSを含む世界中の放送局向けに事実とドラマの制作を行い、オーストラリア、サンダンスチャンネルを運営している。2020年8月にリブランド。